# Valeria Sarmiento

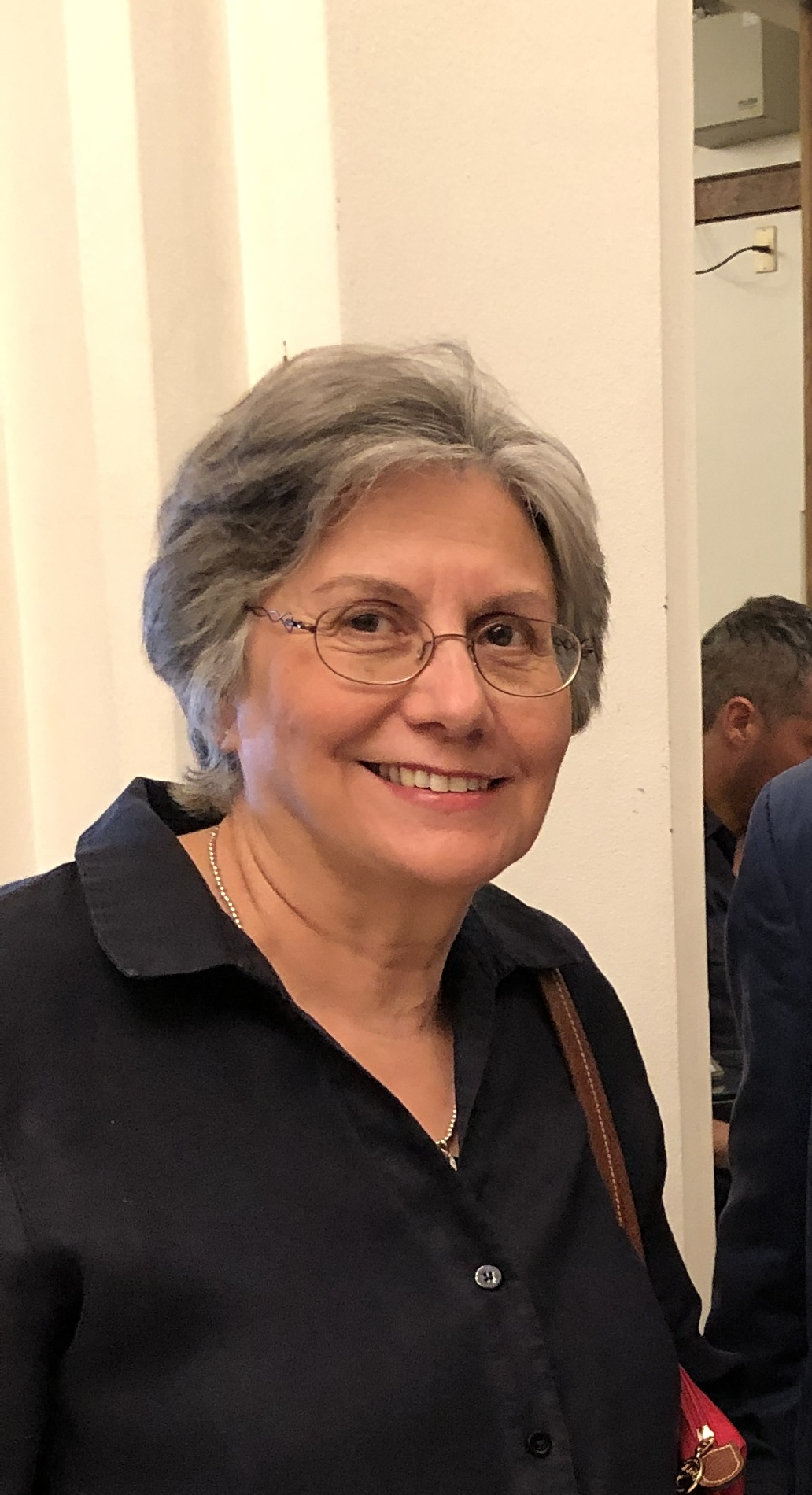
Valeria Sarmiento (2019)

Rosa Valeria Sarmiento Martínez (Valparaíso, 29 ottobre 1948) è una montatrice, regista e sceneggiatrice cilena.

## Biografia
Moglie del regista cileno Raúl Ruiz, ha esordito alla regia nel 1972. Rimasta vedova nell'agosto del 2011 all'età di 70 anni mentre il marito stava iniziando la lavorazione del film Linhas de Wellington, con John Malkovich, Catherine Deneuve e Isabelle Huppert, la Sarmiento ha assunto la regia dello stesso, portandolo a termine.

## Filmografia parziale

### Regista
- Gens de nulle part, gens de toutes parts (1979)
- Notre mariage (1984)
- Amelia Lópes O'Neill (1991)
- Elle (1995)
- L'inconnu de Strasbourg (1998)
- Rosa la China (2002)
- Secretos (2008)
- Linhas de Wellington (2012)

### Montatrice
- L'isola del tesoro, regia di Raúl Ruiz (1985)